# Litoria paraewingi
Espèce
Statut de conservation UICN

 LC  : Préoccupation mineure
Litoria paraewingi est une espèce d'amphibiens de la famille des Pelodryadidae.

## Répartition
Cette espèce est endémique d'Australie. Elle se rencontre dans le Nord-Est de l'État du Victoria et dans le Sud-Est de la Nouvelle-Galles du Sud.

## Description
Les mâles mesurent de 21 à 28 mm et les femelles de 34 à 36 mm.

## Publication originale
- Watson, Loftus-Hills & Littlejohn, 1971 : The Litoria ewingi complex (Anura: Hylidae) in south-eastern Australia. I. A new species from Victoria. Australian Journal of Zoology, vol. 19, no 4, p. 401-416.